# Saison 2009 de l'équipe cycliste Saxo Bank
La saison 2009 de l'équipe cycliste Saxo Bank est la neuvième de l'équipe.

## Préparation de la saison 2009

### Arrivées et départs
| Arrivées        | Équipe 2008    |
| --------------- | -------------- |
| Jonathan Bellis |                |
| Jakob Fuglsang  | Designa Køkken |
| Frank Høj       | Cofidis        |
| Dominic Klemme  | 3C Gruppe      |
| Michael Mørkøv  | GLS-Pakke Shop |
| Alex Rasmussen  | Designa Køkken |

| Départs          | Équipe 2009                 |
| ---------------- | --------------------------- |
| Michael Blaudzun |                             |
| Íñigo Cuesta     | Cervélo Test                |
| Volodymyr Gustov | Cervélo Test                |
| Bobby Julich     | Directeur sportif Saxo Bank |
| Bradley McGee    | Directeur sportif Saxo Bank |
| Carlos Sastre    | Cervélo Test                |

## Coureurs et encadrement technique

### Effectif
| Cycliste             | Date de naissance | Nationalité | Équipe 2008    |
| -------------------- | ----------------- | ----------- | -------------- |
| Kurt Asle Arvesen    | 9 février 1975    | Norvège     | CSC Saxo Bank  |
| Lars Bak             | 16 janvier 1980   | Danemark    | CSC Saxo Bank  |
| Jonathan Bellis      | 16 août 1988      | Royaume-Uni |                |
| Lasse Bøchman        | 13 juin 1983      | Danemark    | CSC Saxo Bank  |
| Matti Breschel       | 31 août 1985      | Danemark    | CSC Saxo Bank  |
| Fabian Cancellara    | 18 mars 1981      | Suisse      | CSC Saxo Bank  |
| Jakob Fuglsang       | 22 mars 1985      | Danemark    | Designa Køkken |
| Matthew Goss         | 5 novembre 1986   | Australie   | CSC Saxo Bank  |
| Juan José Haedo      | 26 janvier 1981   | Argentine   | CSC Saxo Bank  |
| Frank Høj            | 14 janvier 1973   | Danemark    | Cofidis        |
| Dominic Klemme       | 31 janvier 1986   | Allemagne   | 3C Gruppe      |
| Kasper Klostergaard  | 22 mai 1983       | Danemark    | CSC Saxo Bank  |
| Alexandr Kolobnev    | 4 mai 1981        | Russie      | CSC Saxo Bank  |
| Karsten Kroon        | 29 janvier 1976   | Pays-Bas    | CSC Saxo Bank  |
| Gustav Larsson       | 20 septembre 1980 | Suède       | CSC Saxo Bank  |
| Marcus Ljungqvist    | 26 octobre 1974   | Suède       | CSC Saxo Bank  |
| Anders Lund          | 14 février 1985   | Danemark    | CSC Saxo Bank  |
| Jason McCartney      | 3 septembre 1973  | États-Unis  | CSC Saxo Bank  |
| Michael Mørkøv       | 30 avril 1985     | Danemark    | GLS-Pakke Shop |
| Stuart O'Grady       | 6 août 1973       | Australie   | CSC Saxo Bank  |
| Alex Rasmussen       | 9 juin 1984       | Danemark    | Designa Køkken |
| Andy Schleck         | 10 juin 1985      | Luxembourg  | CSC Saxo Bank  |
| Fränk Schleck        | 15 avril 1980     | Luxembourg  | CSC Saxo Bank  |
| Chris Anker Sørensen | 5 septembre 1984  | Danemark    | CSC Saxo Bank  |
| Nicki Sørensen       | 14 mai 1975       | Danemark    | CSC Saxo Bank  |
| André Steensen       | 12 octobre 1987   | Danemark    | CSC Saxo Bank  |
| Jurgen Van Goolen    | 28 novembre 1980  | Belgique    | CSC Saxo Bank  |
| Jens Voigt           | 17 septembre 1971 | Allemagne   | CSC Saxo Bank  |

## Bilan de la saison

### Victoires
| Date       | Course                                         | Pays       | Classe | Vainqueur            |
| ---------- | ---------------------------------------------- | ---------- | ------ | -------------------- |
| 25/01/2009 | 7e étape du Tour de San Luis                   | Argentine  | 2.1    | Juan José Haedo      |
| 14/02/2009 | Prologue du Tour de Californie                 | États-Unis | 2.HC   | Fabian Cancellara    |
| 22/02/2009 | 8e étape du Tour de Californie                 | États-Unis | 2.HC   | Fränk Schleck        |
| 22/03/2009 | Cholet-Pays de Loire                           | France     | 1.1    | Juan José Haedo      |
| 29/03/2009 | 2e étape du Critérium international            | France     | 2.HC   | Jens Voigt           |
| 29/03/2009 | Classement général du Critérium international  | France     | 2.HC   | Jens Voigt           |
| 26/04/2009 | Liège-Bastogne-Liège                           | Belgique   | HIS    | Andy Schleck         |
| 19/05/2009 | 1re étape du Tour de Catalogne                 | Espagne    | PT     | Matti Breschel       |
| 05/06/2009 | 2e étape du Tour de Luxembourg                 | Luxembourg | 2.HC   | Andy Schleck         |
| 06/06/2009 | 3e étape du Tour de Luxembourg                 | Luxembourg | 2.HC   | Fränk Schleck        |
| 07/06/2009 | 4e étape du Tour de Luxembourg                 | Luxembourg | 2.HC   | Matti Breschel       |
| 07/06/2009 | Classement général du Tour de Luxembourg       | Luxembourg | 2.HC   | Fränk Schleck        |
| 13/06/2009 | 1re étape du Tour de Suisse                    | Suisse     | PT     | Fabian Cancellara    |
| 16/06/2009 | 4e étape du Tour de Suisse                     | Suisse     | PT     | Matti Breschel       |
| 18/06/2009 | 1re étape du Tour de Slovénie                  | Slovénie   | 2.1    | Jakob Fuglsang       |
| 21/06/2009 | 9e étape du Tour de Suisse                     | Suisse     | PT     | Fabian Cancellara    |
| 21/06/2009 | Classement général du Tour de Suisse           | Suisse     | PT     | Fabian Cancellara    |
| 21/06/2009 | Classement général du Tour de Slovénie         | Slovénie   | 2.1    | Jakob Fuglsang       |
| 25/06/2009 | Championnat de Danemark du contre-la-montre    | Danemark   | CN     | Lars Bak             |
| 28/06/2009 | Championnat de Suède sur route                 | Suède      | CN     | Marcus Ljungqvist    |
| 28/06/2009 | Championnat de Suisse sur route                | Suisse     | CN     | Fabian Cancellara    |
| 28/06/2009 | Championnat du Luxembourg sur route            | Luxembourg | CN     | Andy Schleck         |
| 28/06/2009 | Championnat du Danemark sur route              | Danemark   | CN     | Matti Breschel       |
| 28/06/2009 | Championnat de Norvège sur route               | Norvège    | CN     | Kurt Asle Arvesen    |
| 04/07/2009 | 1re étape du Tour de France                    | France     | HIS    | Fabian Cancellara    |
| 16/07/2009 | 12e étape du Tour de France                    | France     | HIS    | Nicki Sørensen       |
| 22/07/2009 | 17e étape du Tour de France                    | France     | HIS    | Fränk Schleck        |
| 26/07/2009 | 2e étape du Tour de Wallonie                   | Belgique   | 2.HC   | Juan José Haedo      |
| 27/07/2009 | 3e étape du Tour de Wallonie                   | Belgique   | 2.HC   | Matthew Goss         |
| 29/07/2009 | 5e étape du Tour de Wallonie                   | Belgique   | 2.HC   | Matthew Goss         |
| 29/07/2009 | 1re étape du Tour du Danemark                  | Danemark   | 2.HC   | Matti Breschel       |
| 30/07/2009 | 2e étape du Tour du Danemark                   | Danemark   | 2.HC   | Nicki Sørensen       |
| 31/07/2009 | 3e étape du Tour du Danemark                   | Danemark   | 2.HC   | Jakob Fuglsang       |
| 02/08/2009 | Classement général du Tour du Danemark         | Danemark   | 2.HC   | Jakob Fuglsang       |
| 23/08/2009 | 5e étape de l'Eneco Tour                       | Pays-Bas   | PT     | Lars Bak             |
| 27/08/2009 | 3e étape du Tour du Poitou-Charentes           | France     | 2.1    | Gustav Larsson       |
| 28/08/2009 | Classement général du Tour du Poitou-Charentes | France     | 2.1    | Gustav Larsson       |
| 29/08/2009 | 1re étape du Tour d'Espagne                    | Espagne    | HIS    | Fabian Cancellara    |
| 05/09/2009 | 7e étape du Tour d'Espagne                     | Espagne    | HIS    | Fabian Cancellara    |
| 10/09/2009 | 4e étape du Tour du Missouri                   | États-Unis | 2.1    | Juan José Haedo      |
| 12/09/2009 | Paris-Bruxelles                                | Belgique   | 1.HC   | Matthew Goss         |
| 04/10/2009 | 4e étape du Circuit franco-belge               | Belgique   | 2.1    | Juan José Haedo      |
| 25/10/2009 | Japan Cup                                      | Japon      | 1.1    | Chris Anker Sørensen |

### Résultats sur les courses majeures
Les tableaux suivants représentent les résultats de l'équipe dans les principales courses du calendrier international (les cinq classiques majeures et les trois grands tours). Pour chaque épreuve est indiqué le meilleur coureur de l'équipe, son classement ainsi que les accessits glanés par Saxo Bank sur les courses de trois semaines.

#### Classiques
| Classique            | Milan-San Remo      | Tour des Flandres   | Paris-Roubaix       | Liège-Bastogne-Liège | Tour de Lombardie      |
| -------------------- | ------------------- | ------------------- | ------------------- | -------------------- | ---------------------- |
| Coureur (classement) | Karsten Kroon (14e) | Matti Breschel (6e) | Matti Breschel (9e) | Andy Schleck (1er)   | Alexandr Kolobnev (3e) |

#### Grands tours
| Grand tour           | Tour d'Italie  | Tour de France | Tour d'Espagne                           |
| -------------------- | -------------- | --- | ---------------------------------------- |
| Coureur (classement) | Lars Bak (16e) | Andy Schleck (2e) | Alexandr Kolobnev (31e)                  |
| Accessits            | -              | 3 victoires d'étapes (Fabian Cancellara, Nicki Sørensen et Fränk Schleck) et classement du meilleur jeune (Andy Schleck) | 2 victoires d'étapes (Fabian Cancellara) |

### Classement UCI
L'équipe Saxo Bank termine à la quatrième place du Calendrier mondial avec 946 points. Ce total est obtenu par l'addition des points des cinq meilleurs coureurs de l'équipe au classement individuel que sont Andy Schleck, 4e avec 334 points, Fränk Schleck, 19e avec 212 points, Fabian Cancellara, 23e avec 180 points, Matti Breschel, 41e avec 117 points, et Alexandr Kolobnev, 47e avec 103 points.
| Rang | Coureur           | Points |
| ---- | ----------------- | ------ |
| 4    | Andy Schleck      | 334    |
| 19   | Fränk Schleck     | 212    |
| 23   | Fabian Cancellara | 180    |
| 41   | Matti Breschel    | 117    |
| 47   | Alexandr Kolobnev | 103    |
| 50   | Jakob Fuglsang    | 98     |
| 57   | Stuart O'Grady    | 87     |
| 58   | Lars Bak          | 87     |
| 76   | Karsten Kroon     | 60     |
| 78   | Matthew Goss      | 58     |
| 97   | Jens Voigt        | 42     |
| 128  | Nicki Sørensen    | 20     |
| 208  | Gustav Larsson    | 4      |
| 241  | Juan José Haedo   | 2      |